# Ptychopseustis fuscivenalis
Ptychopseustis fuscivenalis là một loài bướm đêm trong họ Crambidae.